# Dry county

Mapa de les lleis de restricció d'alcohol als EUA:
Vermell = comtats secs, on vendre alcohol és prohibit
Groc = comtats "humits", on hi ha algunes prohibicions;
Blau: sense restriccions

Un dry county, en català, un comtat sec, és un comtat dels Estats Units on el govern local prohibeix la venda de begudes alcohòliques. A vegades no es permet beure al local, a vegades no en venen per endur-se'l, i a vegades ni una cosa ni l'altra. Tot i que la 21a esmena de la Constitució dels EUA va revocar la llei seca, encara es pot prohibir l'alcohol segons lleis locals o estatals.
Hi ha administracions més petites que els comtats –com ara ciutats, pobles o comunitats més petites– que també prohibeixen vendre begudes alcohòliques, i també es consideren "seques". Aquestes zones contrasten amb les molles (on l'alcohol està permès i regulat) i les humides (on hi ha algunes restriccions).